# Adriana Cavarero
Adriana Cavarero (nascida em 1947) é uma filósofa e pensadora feminista italiana. Ela possui o título de Professora de Filosofia Política na Università degli studi di Verona . Ela também realizou visitas na Universidade da Califórnia, Berkeley e Santa Bárbara, na Universidade de Nova York e Harvard . Cavarero é amplamente reconhecida na Itália, na Europa e no mundo de língua inglesa por seus escritos sobre feminismo e teorias da diferença sexual, sobre Platão, Hannah Arendt, sobre teorias da narração e sobre uma ampla gama de questões de filosofia política e literatura.

## Biografia
Cavarero nasceu em Bra, Itália e estudou na Universidade de Pádua, na qual passou os primeiros anos de sua carreira acadêmica e desenvolveu sua tese sobre filosofia e poesia, defendida em 1971. Em 1983 saiu de Pádua para a Universidade de Verona, onde foi cofundadora do Diotima – grupo de filósofas e ativistas que se dedica até os dias de hoje a estudar e debater filosofia feminista. Formada em filosofia antiga – com foco especial nos escritos de Platão – e inspirada pela filósofa feminista Luce Irigaray, Cavarero se tornou conhecida com seu livro In Spite of Plato, que explora dois temas que se entrelaçam. Primeiramente, busca ler textos da antiguidade grega, de Platão, Homero e Parmênides, de maneira a deslocar o falogocentrismo. Para isso, Cavarero se ocupa de quatro figuras femininas: uma serva trácia, Penélope, Deméter e Diotima, buscando retira-las do   aprisionamento no papel doméstico que caberia a essas e outras mulheres. Em segundo lugar, tenta construir uma ordem simbólica feminina, reinterpretando essas figuras a partir de uma nova perspectiva. Ao contaminar a teoria da diferença sexual com questões arendtianas, Cavarero mostra que, enquanto a morte é a categoria central sobre a qual se baseou todo o edifício da filosofia tradicional, a categoria do nascimento fornece o fio com o qual novos conceitos de crítica feminista podem ser tecidos juntos para estabelecer uma nova maneira de pensar.

## Obra
O interesse de Cavarero na interseção da filosofia política e do pensamento feminista foi desenvolvido em Stately Bodies, que examina a metáfora corporal no discurso político e nas representações ficcionais da política, incluindo Antígona de Sófocles, Timeu de Platão, Hamlet de Shakespeare, Leviatã de Hobbes, O Túmulo de Antígona de Maria Zambrano e Undine Goes de Ingeborg Bachmann . O livro explora :

### Narrativas Relacionadas: Contação de Histórias e Individualidade (2000)
Definitivamente influenciada pelo trabalho de Hannah Arendt, Cavarero escreveu Relating Narratives: Storytelling and Selfhood, no qual ela desenvolveu uma teoria original da individualidade como um "eu narrável". Apreciado e discutido por Judith Butler em Narrando a si mesmo, este livro, ao contrapor o sujeito soberano da tradição metafísica, confronta-se com a urgência de repensar a política e a ética em termos de uma ontologia relacional, caracterizada pela exposição, dependência e vulnerabilidade recíprocas de um eu encarnado que postula o outro como necessário. De fato, por meio de leituras de figuras tão diversas como Homero, Sófocles, As Mil e Uma Noites, Isak Dinesen e Gertrude Stein, Relating Narratives apresenta uma contribuição singular para a intersecção entre teoria narrativa, ética e discurso político. 
Cavarero afirma que nos percebemos como narráveis, como protagonistas de uma história que desejamos ouvir dos outros. Esse desejo de uma história, de que nossa história seja contada, torna-se o elemento norteador da nova abordagem da identidade. Nossa identidade não é possuída antecipadamente, como uma qualidade inata ou eu interior que somos capazes de dominar e expressar. É antes o resultado de uma prática relacional, algo que nos é dado de outro, na forma de uma história de vida, uma biografia.

### Por mais de uma voz: em direção a uma filosofia de expressão vocal (2005)
O próximo livro de Cavarero, For More Than One Voice: Toward a Philosophy of Vocal Expression, "repensar(s) a relação entre discurso e política - anunciada na fórmula de Aristóteles pela qual a natureza do homem como um animal político [zoon politikon] está ligada a caracterização do homem como aquele animal que tem fala [zoon logon echon] – ao focalizar sua atenção na singularidade corporificada do falante tal como se manifesta na voz daquele falante, dirigida a outro. Dessa forma, ela se afasta radicalmente de concepções mais tradicionais do que constitui o 'discurso político', como a capacidade significante do falante, a capacidade comunicativa do discurso ou o conteúdo semântico de um determinado enunciado. Como em seu trabalho anterior, Cavarero continua a desenvolver e aprofundar uma série de temas em primeiro plano por Hannah Arendt - que afirma em A condição humana que o que importa na fala não é a significação ou 'comunicação', mas sim o fato de que 'ao agir e falar, os homens mostram quem são, revelam ativamente suas identidades pessoais únicas e assim fazem sua aparição no mundo humano.' . Refinando a perspectiva radicalmente fenomenológica que Arendt apresenta em sua obra, Cavarero localiza o sentido político da fala na singularidade da voz do locutor, a emissão acústica que emite da boca ao ouvido. Para Cavarero, essa política emerge da 'comunicação recíproca de vozes', em que o que vem à tona é sobretudo a singularidade corporificada dos falantes em relação aos outros, não importa o que digam. 

### Horrorismo: Nomeando a Violência Contemporânea (2008)
Em seu livro, Horrorism: Naming Contemporary Violence, Cavarero chama a atenção para várias maneiras pelas quais cenas de violência do século passado até o presente (assim como o que pode ser chamado de precursores antigos e modernos dessas cenas) não podem ser adequadamente compreendidas por meio de as categorias recebidas da filosofia política moderna - 'terrorismo', 'guerra', 'amigo/inimigo' ou 'ações sancionadas pelo Estado versus ações não-estatais' - e propõe uma mudança decisiva de perspectiva. Tomando nota do fato de que, cada vez mais, estamos lidando com vítimas quase todas desarmadas ou indefesas – “inermi”, indefesas/indefesas – ela argumenta que é justamente esse desamparo e essas pessoas indefesas particulares cujas condições e circunstâncias devem orientar nosso pensamento sobre cenas de violência, em vez dos objetivos sócio-políticos ou perspectivas psicanalíticas dos perpetradores. Cavarero propõe o nome "horrorismo" para aquelas formas de violência que são "crimes" que "ofendem a condição humana em seu nível ontológico". Juntando, inesperadamente, a noção de natalidade de Hannah Arendt e a descrição de Thomas Hobbes do domínio materno como o poder de “nutrir ou destruir”, Cavarero elabora essa ontologia como uma de “vulnerabilidade” – uma exposição recíproca na qual somos entregues a seja o cuidado ou o dano do outro, "quase como se a ausência de dano ou cuidado não fosse sequer pensável". Ela argumenta que é justamente essa alternativa entre cuidar e fazer mal – e não uma “crueldade pura e gratuita” – que é o “núcleo gerador” do horror, justamente porque essa vulnerabilidade é a condição da vida humana tal como se dá desde o nascimento morrer. O horror é, por assim dizer, uma rejeição radical do cuidado – uma ferida infligida precisamente onde o cuidado era mais necessário. Portanto, a violência atinge mais profundamente a "dignidade" da vida corporal única que é prejudicada; ou melhor, porque o horror é uma forma de violência que se torna possível pela vulnerabilidade aumentada do desamparo, também revela implicitamente essa dignidade.

### Inclinações: Uma Crítica da Retidão (2016)
Inclinações, de Adriana Cavarero, critica a caracterização do ser humano como ereto, ereto – na filosofia, na psicanálise, nos escritos antropológicos, na literatura e nas obras de arte. Seu objetivo é iluminar "os efeitos dessa figuração, as 'verdades' e as 'relações de poder' que essas figurações discursivas ou artísticas produzem e instalam... nossa visão das mulheres, nossa compreensão geral e autoconcepção coletiva."  A figuração do ser humano como 'reto', sugere Cavarero, obscurece uma figuração mais natural: a inclinação. Neste livro, ela afia uma "retórica da inclinação", para sobrepô-la "como uma tela transparente, sobre a retórica do sujeito filosófico, para destacar as diferenças entre os dois modelos ontológico, ético e político". 